# Les Anges de l'univers
Pour plus de détails, voir Fiche technique et Distribution.
Les Anges de l'univers (en islandais Englar alheimsins ; ) est un film islandais sorti en 2000 (2002 pour la version française) et dirigé par Friðrik Þór Friðriksson. Le rôle principal est joué par Ingvar E. Sigurðsson, qui a été nommé au European Film Awards comme meilleur acteur. L'histoire, basé sur la nouvelle, du même nom, écrite par Einar Már Guðmundsson, est une semi-fiction à propos de son propre frère Pálmi Örn Guðmundsson, Páll dans le film.

## Synopsis
C'est l'histoire de Paul, un schizophrène, qui sombre au fil du film dans la folie. Cette descente est accélérée par la rupture avec Dagný, sa petite copine. Tout cela l'amène à l'asile où il fait la connaissance d'autres personnes qui sont enfermées pour des délires divers, tels que la conviction de transmettre par télépathie les chansons aux Beatles, ou bien la signature de chèques au nom d'Adolf Hitler.  

## Fiche technique
- Titre : Les Anges de l'univers
- Titre original : Englar alheimsins
- Réalisation : Friðrik Þór Friðriksson
- Scénario : Einar Már Guðmundsson
- Décors : Jon Steinar Ragnarsson
- Costumes : Helga I. Stefánsdóttir
- Image : Harald Gunnar Paalgard
- Montage : Skule Eriksen, Sigvaldi J. Karason
- Musique : Hilmar Örn Hilmarsson, Sigur Rós
- Pays d'origine : Islande
- Langue : Islandais
- Format : Couleurs - Dolby Digital
- Genre : Drame
- Durée : 100 minutes
- Dates de sortie : 
  -  Islande : 1er janvier 2000
  -  Canada : 9 septembre 2000 (Toronto International Film Festival)
  -  France : 18 avril 2002 (première diffusion TV)

## Musique
La musique du film est composée de création de Hilmar Örn Hilmarsson ainsi que de deux chansons du groupe populaire en Islande Sigur Rós.